# Émerainville
Émerainville ist eine französische Gemeinde mit 7536 Einwohnern (Stand 1. Januar 2022) im Département Seine-et-Marne in der Region Île-de-France. Sie gehört zum Arrondissement Torcy und zum Kanton Pontault-Combault. Émerainville gehört zur Ville nouvelle Marne-la-Vallée. Die Einwohner werden Émerainvillois genannt.

## Bevölkerungsentwicklung
| Jahr      | 1962 | 1968 | 1975 | 1982 | 1990 | 1999 | 2006 | 2017 |
| Einwohner | 361  | 621  | 743  | 2453 | 6766 | 7027 | 6981 | 7720 |

## Verkehr
Am Bahnhof Émerainville - Pontault-Combault halten Züge des Réseau express régional d’Île-de-France RER E. Somit ist der Ort an das Schienennetz der RER-Vorortzüge von Paris angeschlossen.

## Sehenswürdigkeiten
- Château de Malnoue (Schloss)

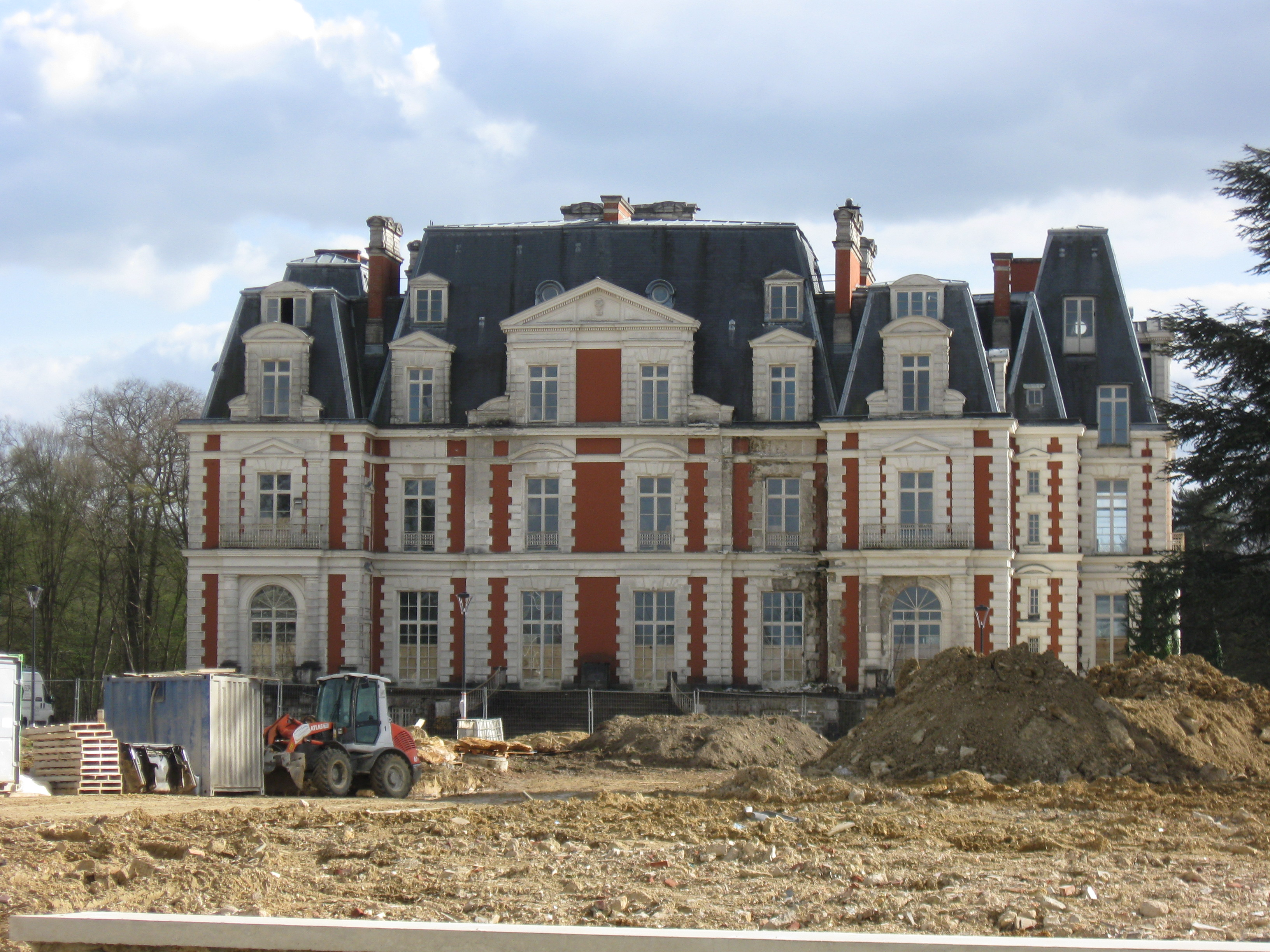
Château de Malnoue

- Kirche Saint-Éloi (siehe auch: Liste der Monuments historiques in Émerainville)

## Städtepartnerschaften
Seit 1993 ist Émerainville Partnerstadt zur niedersächsischen Gemeinde Lilienthal im Landkreis Osterholz und zur italienischen Stadt Tolentino.
Die Beziehung nach Lilienthal wurde 2010 beendet.

## Persönlichkeiten
- François d’Amboise (1550–1619), Schriftsteller